# ズデニェク・ミレル
ズデニェク・ミレル（Zdeněk Miler、1921年2月21日 - 2011年11月30日）は、チェコ共和国のアニメーション監督、絵本作家、イラストレーター。

## 略歴

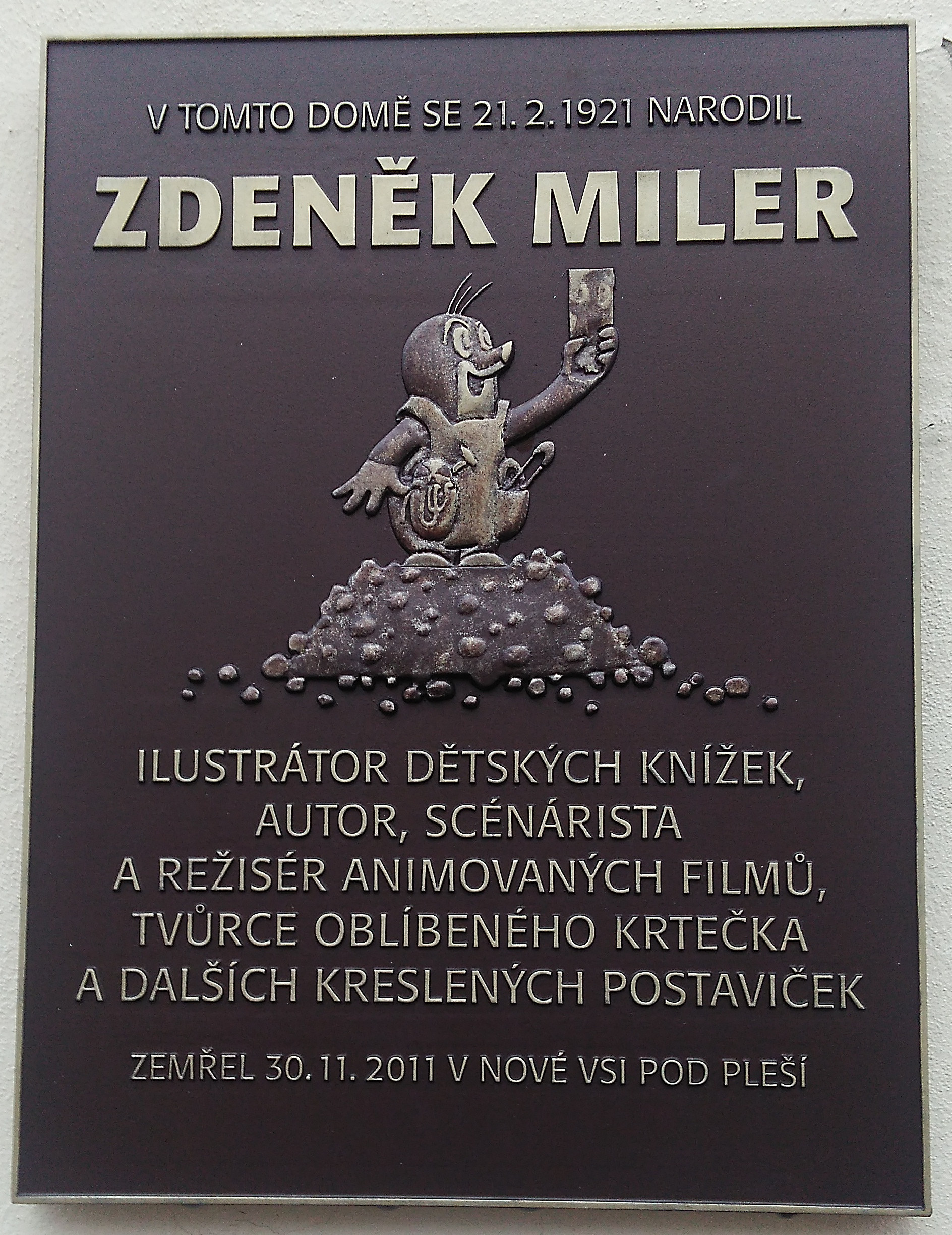
生家にある記念碑

チェコスロバキアのクラドノで生まれた。1942年にプラハの国立図形学校に学び始め、それからプラハ美術工芸学校で学ぶ。ズリーンやプラハにあるアニメーションスタジオに入社して働き、作画、監督、脚本を担当し、数々のアニメーション作品の製作に関わる。
独立してから最初のアニメーション映画になる『O milionáři, který ukradl slunce』を1948年に公開した。1957年にアニメーションシリーズの『クルテク〜もぐらくんと森の仲間たち〜』を発表して国際的に人気を博した。本作は1966年の第27回ヴェネツィア国際映画祭で賞を受賞した。
2006年にチェコ共和国功労勲章1等級やクラドノ市賞、2009年にプラハ4区名誉市民を授与された。中央ボヘミア州にあるプシーブラム郡ノヴァー・ヴェス・ポド・プレシュで死去し、ヴィシェフラット民族墓地に埋葬された。

## 主なフィルモグラフィー

### クルテク
- Krtek『クルテク〜もぐらくんと森の仲間たち〜』(1957ー2002)

### その他の作品
- O milionáři, který ukradl slunce (1948)
- O kohoutkovi a slepičce (1953)
- Měsíční pohádka (1958)
- Modrý kocourek (1959)
- Jak štěňátko dostalo chuť na med (1960)
- Jak štěňátko chtělo malé pejsky (1960)
- Jak sluníčko vrátilo štěňátku vodu (1960)
- O nejbohatším vrabci na světě (1961)
- O Čtverečkovi a Trojúhelníčkovi (1963)
- Sametka  (1967)
- Cvrček a housličky (1978)
- Cvrček a pavouk (1978)
- Cvrček a stroj (1978)
- Cvrček a slepice (1979)
- Cvrček a pila (1979)
- Cvrček a basa (1979)
- Cvrček a bombardón (1979)